# Ursa (geslacht)
Ursa is een geslacht van spinnen uit de  familie van de wielwebspinnen (Araneidae).

## Soorten
- Ursa flavovittata Simon, 1909
- Ursa lunula (Nicolet, 1849)
- Ursa pulchra Simon, 1895
- Ursa turbinata Simon, 1895
- Ursa vittigera Simon, 1895